# Ricardo Valderrama
Ricardo Wrayan Valderrama Pérez (* 16. ledna 1987 Caracas) je bývalý venezuelský zápasník – judista.

## Sportovní kariéra
Připravuje se v Caracasu v univerzitním sportovním klubu UCV pod vedením Luise Jiméneze. Ve venezuelské mužské reprezentaci se pohybuje od roku 2009 v pololehké váze do 66 kg. V roce 2012 se kvalifikoval na olympijské hry v Londýně, kde prohrál v úvodním kole na ippon technikou ko-uči-gari se Slovincem Rokem Drakšičem. Od roku 2014 se v reprezentaci neprosazoval na úkor Sergio Matteye. Do reprezentace se vrátil po roce 2017 s přestupem jeho rivala do vyšší váhové kategorie.

### Vítězství na mezinárodních turnajích
- 2010 - 1x světový pohár (Isla Margarita)
- 2011 - 1x světový pohár (San Salvador)

## Výsledky
| Turnaj                  | 2009           | 2010           | 2011           | 2012           | 2013           | 2014           | 2015           | 2016           | 2017           | 2018           |
| Turnaj                  | 22             | 23             | 24             | 25             | 26             | 27             | 28             | 29             | 30             | 31             |
| Turnaj                  | pololehká váha | pololehká váha | pololehká váha | pololehká váha | pololehká váha | pololehká váha | pololehká váha | pololehká váha | pololehká váha | pololehká váha |
| ----------------------- | -------------- | -------------- | -------------- | -------------- | -------------- | -------------- | -------------- | -------------- | -------------- | -------------- |
| Olympijské hry          |                |                |                | úč.            |                |                |                | —              |                |                |
| Mistrovství světa       | úč.            | úč.            | úč.            |                | úč.            | úč.            | —              |                | —              | —              |
| Panamerické hry         |                |                | 3.             |                |                |                | —              |                |                |                |
| Panamerické mistrovství | —              | 3.             | 2.             | 3.             | —              | —              | —              | —              | 5.             | 3.             |
| Jihoamerické hry        |                | 1.             |                |                |                | —              |                |                |                | 2.             |
| Středoamerické a k. hry |                | 1.             |                |                |                | —              |                |                |                | 2.             |
| Bolívarské hry          | 1.             |                |                |                | —              |                |                |                | 3.             |                |